# سانجیتا بجلانی
سانجیتا بجلانی(زاده ۹ ژوئیه ۱۹۶۰) مدل و بازیگر هندی سابق بالیوود است. بجلانی دخترشایسته هند در سال ۱۹۸۰ بود.
او در فیلم های بدهی خون، سلاح، سه‌گانگی، جنگجو، جرم و لاکشمن رکها بازی کرده است.

## زندگی شخصی
متولد ۹ ژوئیه سال ۱۹۶۰ در بمبی از خانوادهٔ سندی زبان است. نام پدر او موتلال پَندی است. او با کاپیتان سابق تیم ملی کریکت هند محمد اظهرالدین پیمان زناشویی بست و در سال ۲۰۱۰ از او جدا شد.با دیوید بکهام وارد رابطه شد و از همدیگر جدا شدند ولی سال 2021 باز هم با هم ازدواج کردند